# Здание Эстонского студенческого общества

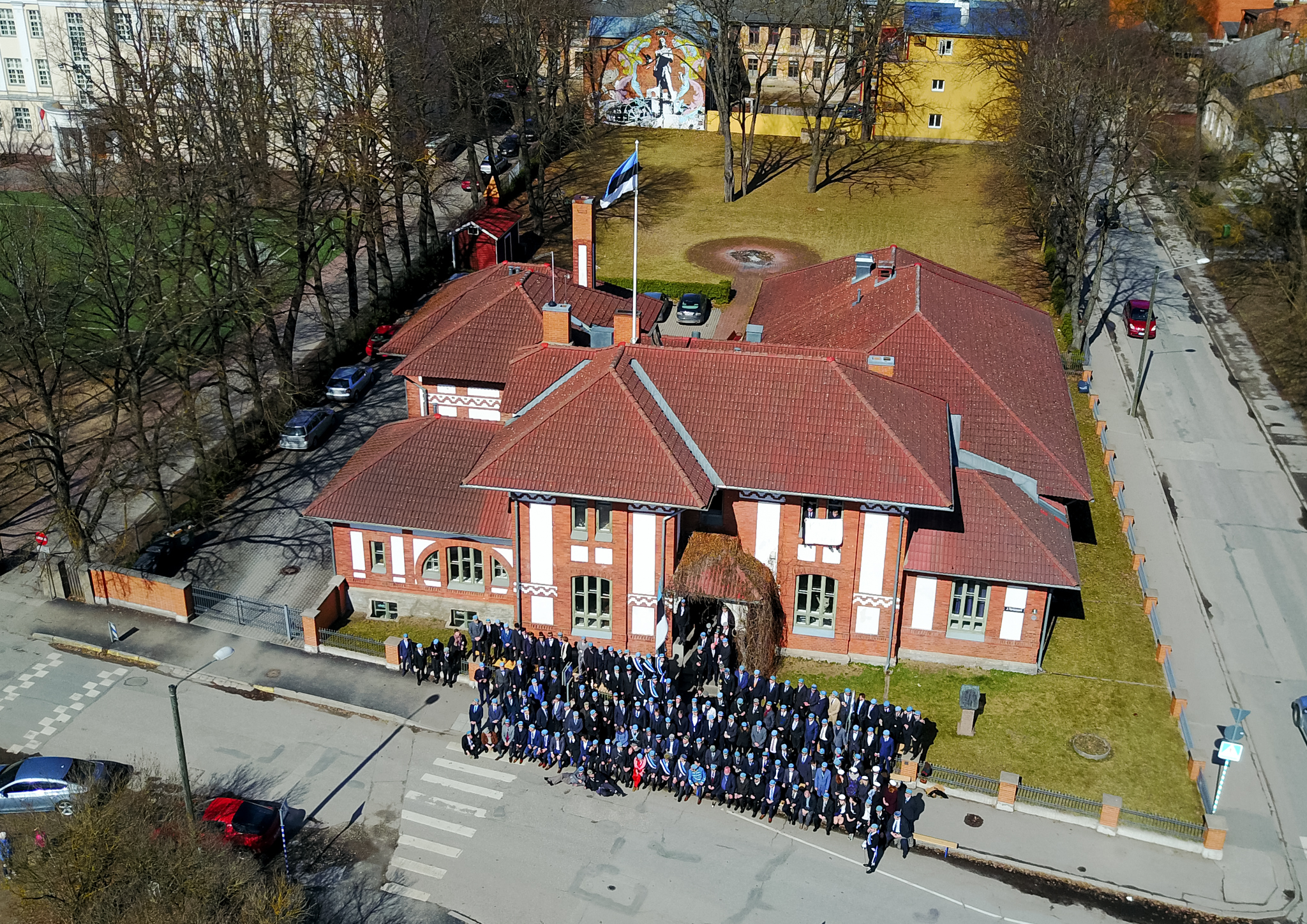
Здание в 2017 году

Здание Эстонского студенческого общества (эст. Eesti Üliõpilaste Seltsi maja) — историческое здание в Тарту по адресу: улица Яана Тыниссона, дом 1.
Считается первым зданием в стиле эстонской национальной архитектуры.

## История

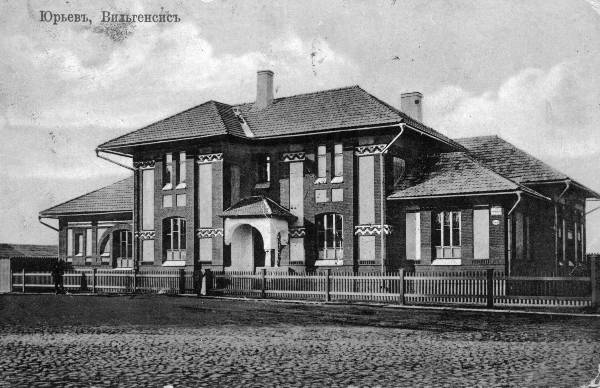
Фото 1914 года

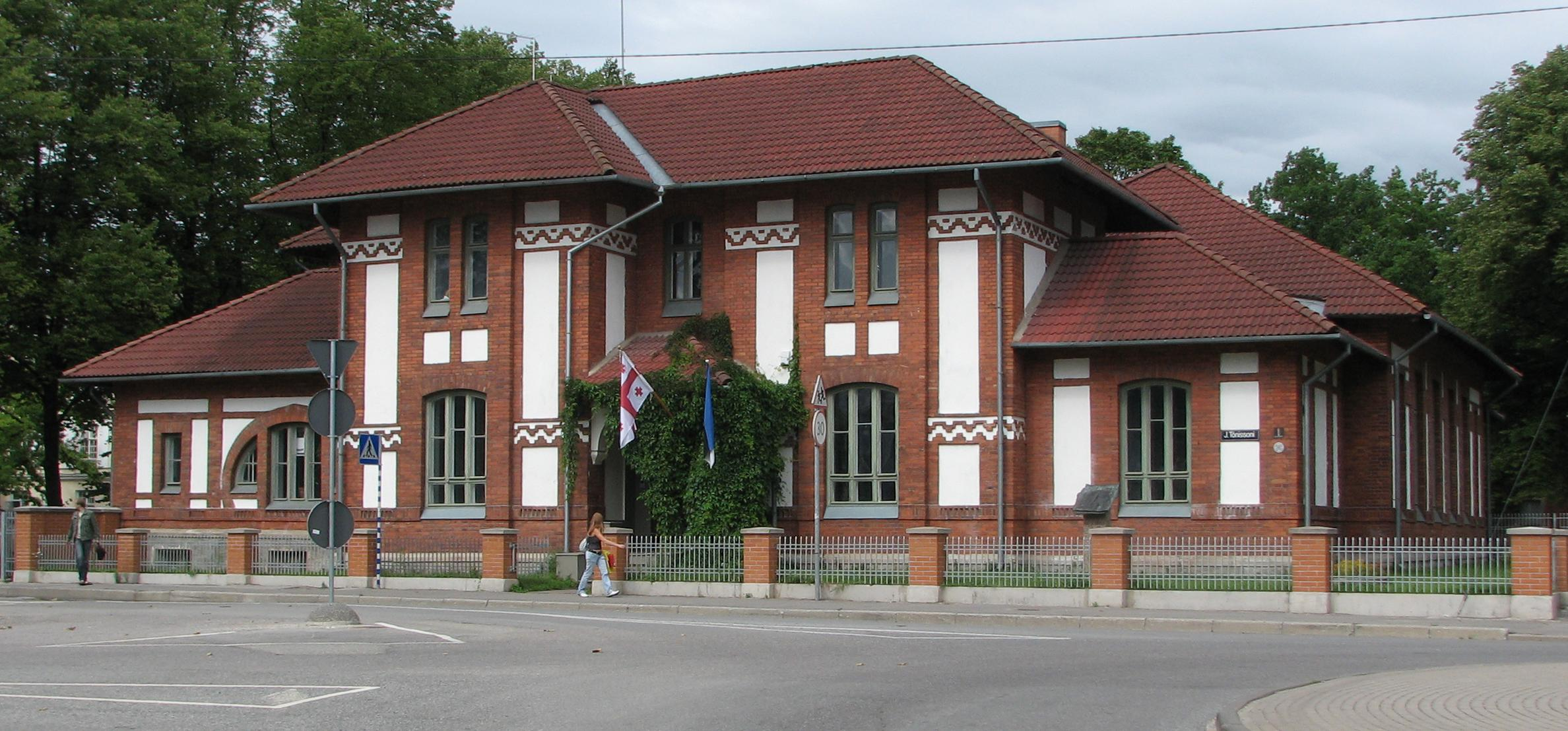
Дом в 2008 году

Проект дома был заказан у Георга Хеллата. Мастером-строителем был Юри Тиз. Строительство началось весной 1901 года и было завершено к 1902 году.
В 1906 году в здании Эстонского студенческого общества была представлена художественная выставка, организованная по инициативе Тартуского фермерского общества. Для каждой отрасли сельского хозяйства были выделены отдельные залы.
В 1914–1919 годах дом был отдан под военный госпиталь.
В 1920 году в здании ЭСО был подписан мирный договор между Финляндской Республикой и Российской Республикой, по которому Россия признавала независимость Финляндии.
В 20-х годах было принято решено расширить площадь здания. По мнению Карла Меннинга, дом следовало продать и построить новое здание в более тихом месте. Позже было представлено несколько проектов по улучшению дома, но в итоге был реализован проект, выполненный в 1928 году воспитанником организации Артуром Кирсипуу. Строительные работы – водоснабжение, прокладка канализации и центрального отопления – были выполнены Иоганном Остратом. В апреле 1930 года в новом здании было проведено торжественное мероприятие, но уже летом в доме потрескался потолок. В 1933 году был произведен ремонт, в ходе которого были заменены поврежденные части дома и проведено центральное отопление по новой системе.
В 1935 году помещения были заново отреставрированы, а в каминной и столовой был уложен дубовый паркет.
В советское время здание принадлежало Тартускому государственному университету. С 1959 по 1972 год там располагался вычислительный центр, где находилась первая в Эстонии электронно-вычислительная машина Урал-1, которую через несколько лет сменила Урал-4. В 1971 году в библиотеке здания разместилась кафедра истории искусств. В 1974 году дом был передан факультету физкультуры, из-за этого некоторые помещения были перестроены. Также в здании поменяли крышу. Дом был возвращён Эстонскому студенческому обществу в 1991 году, во время распада СССР.
К 100-летию дома был реализован новый проект по реконструкции здания, и в 2002 г. в доме был проведён капитальный ремонт. Проект был выполнен в сотрудничестве с Раулем Вайксоо и Калью Пало. Часть перегородок между комнатами была снесена. Стены одного из залов были выкрашены в черный цвет и украшены золотым орнаментом в стиле модерн.

## Архитектура и оформление
Здание выполнено в стиле романтизма с элементами модерна. В здании 12 комнат.
Дом разделён на части, которые находятся на отдельных строительных уровнях и имеют отдельные крыши. Центральная часть дома имеет два этажа и выделяется на фоне остальных частей здания благодаря двум эркерам. Одноэтажные постройки формируют горизонталь дома. Красный кирпич и белая оштукатуренная поверхность фасада образуют национальный узор. В комнатах присутствуют зеркальные сводчатые потолки. На первом этаже находятся широкие арочные окна. Большой зал первого этажа украшен трафаретным орнаментом в стиле модерн. Лестницу украшают ниши и балясины.

## Галерея
